# Schicke Führs Fröhling
Schicke Führs Fröhling (auch Schicke, Führs & Fröhling, auch SFF) war ein deutsches Progressive-Rock-Trio.

## Geschichte
Eduard Schicke (* 14. Februar 1947), Gerd Führs (* 27. November 1955; † 3. November 1992) und Heinz Fröhling (* 7. Mai 1951) trafen sich zum ersten Mal 1974, als Führs noch Keyboarder von Samspel war und Schlagzeuger Schicke und Gitarrist Fröhling bei Spektakel spielten.
Der Funke zwischen den dreien sprang sofort über, und schon kurze Zeit später probte man in einem zum Studio umfunktionierten Bauernhof und nahm nach einem erfolgreichen ersten Auftritt im Münchener Circus Krone unter der Regie von Dieter Dierks 1976 die erste LP Symphonic Pictures auf, die sich über 12.000 Mal verkaufte. Auch das nachfolgende Album Sunburst (1977) wurde, ebenso wie die SFF-Konzerte, von Fans und Kritikern hoch gelobt.
Nach der eher enttäuschenden dritten LP Ticket to Everywhere (1978) verließ Eduard Schicke die Band aufgrund musikalischer Differenzen. Er stieg später bei Hoelderlin ein. Führs und Fröhling konzentrierten sich daraufhin verstärkt auf ihr Nebenprojekt Führs & Fröhling, dessen erstes Album Ammerland bereits Anfang 1978 erschienen war.
Im Jahr 2011 veröffentlichten Heinz Fröhling und Eduard Schicke unter dem Namen Fröhling & Schicke das Album Metamorphosen mit neuen Stücken von Heinz Fröhling und Texten des Schriftstellers Klaus Modick.

## Stil
Schicke Führs Fröhling verbanden in ihrer Musik kraftvollen Jazzrock und symphonischen Progressive Rock miteinander. Der Sound war geprägt von virtuosem Drumming, hymnischer Gitarre, kraftvollem Rickenbacker-Bass und Keyboard-Bombast (Fröhling und Führs spielten beide u. a. Mellotron).
Ein prominenter Fan der Band war Frank Zappa, der das erste Album fast produziert hätte. Aber auch andere Bands ließen sich, zum Teil erst Jahre später (wie Änglagård), vom sehr eigenen Sound der Gruppe beeinflussen.

## Diskografie
- 1976: Symphonic Pictures
- 1977: Sunburst
- 1978: Ticket to Everywhere
- 2002: Live 1975
- 2023: The Complete Recordings (Obige 4 LPs plus Bonustracks auf 2 CDs)

Führs & Fröhling
- 1978: Ammerland (Kanada: Bomb Records)
- 1979: Strings
- 1981: Diary

Fröhling & Schicke
- 2011: Metamorphosen